# Эредиа, Жозе Мария де
Жозе́ Мари́я де Эредиа́ (фр. José-Maria de Heredia; 22 ноября 1842, поместье Ла-Фортуна близ Сантьяго-де-Куба — 3 октября 1905, замок Бурдонне близ Удана, Иль-де-Франс) — французский поэт кубинского происхождения.

## Биография
Сын крупного землевладельца Доминго Эредиа и француженки Луизы Жирар, двоюродный брат и полный тёзка поэта-романтика и общественного деятеля Хосе Мариа де Эредиа. В возрасте девяти лет уехал учиться во Францию, где познакомился с творчеством Леконт де Лиля, оказавшим на него огромное влияние. В 1859 году Эредиа вернулся на Кубу, начал писать стихи (на французском языке) пытался изучать правоведение в Гаване, но из-за возникших сложностей (колониальные власти не признавали французские документы об образовании) вынужден был снова отправиться во Францию через два года, вместе с матерью. В 1862—1865 учился в «Национальной Школе хартий» (одном из крупнейших центров правоведения во Франции), одновременно занимаясь литературным творчеством: познакомившись с Леконтом де Лилем и Сюлли-Прюдомом, Эредиа в 1866 году принял участие в сборнике «Современный Парнас», где печатались поэты «парнасской школы». Он также публиковал свои стихотворения в популярных журналах и газетах Revue des Deux Mondes, Le Temps и Le Journal des Débats, перевёл «Подлинную историю завоевания Новой Испании» Берналя Диаса (3 тома, 1877—1878).
Подлинный успех пришёл к Эредиа после выхода сборника из 118 сонетов под названием «Трофеи» (Les Trophées, 1893), посвящённого Леконту де Лилю и создававшегося в течение тридцати лет. Стихотворения в книге организованы по тематическому принципу («Греция и Сицилия», «Рим и варвары», «Средние века и Возрождение») и посвящены главным образом описанию предметов или пейзажей, передающему колорит страны и эпохи. «Трофеи» поразили современников совершенством формы, красочностью описаний и изяществом языка. В том же году Эредиа получил французское гражданство, на следующий год был избран во Французскую академию. В 1896 году написал стихотворение «Приветствие императору» (Salut à l’Empereur), посвящённое визиту Николая II во Францию; оно читалось во время церемонии закладки первого камня в основание моста Александра III в присутствии царя и его супруги. В 1902 году вместе с Сюлли-Прюдомом и Леоном Дьерксом основал Общество французских поэтов, действующее до сих пор. Похоронен в Бонсекуре.
В конце XIX века и вплоть до середины 1930-х годов стихи Эредиа обильно переводились на русский язык; среди его переводчиков — Александр Биск, Валерий Брюсов, Николай Гумилёв, Максимилиан Волошин, Бенедикт Лившиц, Георгий Шенгели, Михаил Лозинский, Владимир Портнов, Михаил Травчетов, Василий Михеев, Виктор Василенко и др.

## Публикации произведений
- Эредиа Ж.-М. де. Трофеи / Издание подготовили И. С. Поступальский, Н. И. Балашов ; ответственный редактор Н. И. Балашов. — М. : Наука, 1973. — 328 с. — (Литературные памятники / председатель редколлегии Д. С. Лихачёв). — 50 000 экз.
- Жозе-Мария де Эредиа. Сонеты в переводах русских поэтов. — М.: Прогресс-Плеяда, 2005. — 640 с. — ISBN 5-93006-038-X.
- Жозе-Мариа де Эредиа. Трофеи / На французском и русском языках; перевод Михаила Травчетова; предисл. и коммент. Бориса Романова. — М.: Центр книги Рудомино, 2016. — 336 с. — ISBN 978-5-00087-084-6